# Mustelus manazo
Répartition géographique
Espèce
Statut de conservation UICN

 DD  : Données insuffisantes
L'émissole étoilée (Mustelus manazo) est une espèce de requins.